# Leigh (Nebraska)
Leigh és una vila dels Estats Units a l'estat de Nebraska. Segons el cens del 2000 tenia 442 habitants.

## Demografia
Segons el cens del 2000, Leigh tenia 442 habitants, 190 habitatges, i 118 famílies. La densitat de població era de 284,4 habitants per km².
Dels 190 habitatges en un 30,5% hi vivien nens de menys de 18 anys, en un 54,7% hi vivien parelles casades, en un 5,8% dones solteres, i en un 37,4% no eren unitats familiars. En el 36,3% dels habitatges hi vivien persones soles el 25,8% de les quals corresponia a persones de 65 anys o més que vivien soles. El nombre mitjà de persones vivint en cada habitatge era de 2,32 i el nombre mitjà de persones que vivien en cada família era de 3,06.
Per edats la població es repartia de la següent manera: un 26,9% tenia menys de 18 anys, un 5% entre 18 i 24, un 22,2% entre 25 i 44, un 20,1% de 45 a 60 i un 25,8% 65 anys o més.
L'edat mediana era de 42 anys. Per cada 100 dones de 18 o més anys hi havia 77,5 homes.
La renda mediana per habitatge era de 31.458 $ i la renda mediana per família de 40.481 $. Els homes tenien una renda mediana de 31.563 $ mentre que les dones 17.143 $. La renda per capita de la població era de 17.423 $. Aproximadament el 4,5% de les famílies i el 6% de la població estaven per davall del llindar de pobresa.

## Poblacions properes
El següent diagrama mostra les poblacions més properes.